# Ziegelhütte (Mudau)
Die Ziegelhütte war eine ehemalige Ziegelei im Gewann Tauenberg auf der Gemarkung von Mudau im Neckar-Odenwald-Kreis in Baden-Württemberg.

## Geschichte
Das Vorhandensein von Lehm im Mudauer Gewann Tauenberg – im Neuhof unmittelbar im Wäldchen hinter dem ehemaligen Grillplatz gelegen – wurde schon frühzeitig dazu genutzt, um die für den heimischen Baubedarf notwendigen Backsteine und Ziegel an Ort und Stelle zu erzeugen.
Schon im späten Mittelalter (1440) wurde das Vorhandensein einer Ziegelhütte in Mudau bezeugt. Erste urkundliche Erwähnungen stammen aber aus dem Jahre 1779 als dem Ziegelmeister Johann Michael Straub das Ziegelfeuerrecht auf einem „… gemeine Platz, wo vor Zeiten eine Ziegelhütte und Wohnhäuslein gestanden, samt dem Gärtlein dabei …“ zugesprochen wurde, „…dass er darauf ein Ziegelhütte, Wohnhäuslein und Brennofen bauen … möge“. Nach dessen Tod übernahm sein kinderlos gebliebener Sohn Franz Matthäus Straub die Ziegelhütte bis zu seinem Tod im Jahr 1830. Von da ging die Ziegelhütte in den Besitz von Joseph Dambach (1779–1852) und seinen Sohn Andreas Dambach (1806–1885) über. Fortan wurde von der Familie Dambach und den Nachfahren in der Ziegelhütte als auch in einem Nebenbetrieb im Weiler Untermudau Steine und Ziegel hergestellt, gebrannt wurde jedoch nur in der Ziegelhütte (⊙).
Eine Branchenzählung Im Jahr 1860 führte zwei Ziegelmeister und zwei Gesellen auf. Mit Beginn des 20. Jahrhunderts war die Ziegelherstellung nicht mehr konkurrenzfähig und auch die Lehmgrube (⊙) versiegte.